# Шат ел Араб
Шат ел Араб (арап. شط العرب) је река која настаје од река Тигар и Еуфрат. Налази се у југозападној Азији и протиче кроз територију Републике Ирак. Пред ушћем у Персијски залив постаје гранична река са Исламском Републиком Иран.